# Ларашская экспедиция
Ларашская экспедиция (фр. affaire de Larache) — военно-морская экспедиция Франции против марокканских пиратов, осуществлённая в июне 1765 года.

## Предыстория
После окончания Семилетней войны в 1763 году французское правительство предприняло ряд мер по укреплению торгово-экономического положения в стране, пострадавшего за военные годы. Одной из задач в этом направлении стало расширение средиземноморской морской торговли, которой серьёзно вредили действия марокканских, алжирских и тунисских пиратов. Ларашская экспедиция была одной из операций, осуществлённых с целью обуздания пиратов, базы которых находились на атлантическом побережье Марокко.

## История
Во время проведения Ларашской экспедиции были задействованы 16 фрегатов и галиотов, в том числе 52-пушечный флагман «Утиль» (Utile) под командованием Дюшаффоля де Бесне, 30-пушечный «Героиня» (Héroine, командующий капитан Франсуа-Жозеф-Поль де Грасс), «Этна» (Etna), «Терпсихора» (Terpsichore) и др. Между 2 и 11 июня 1765 года эскадра обстреляла из пушек марокканские порты Сале и Рабат. 26 июня она стала на якорь перед портовым городом Лараш.
27 и 28 июля 1765 года французская эскадра бомбардировала крепость и порт Лараша, после чего жители покинули этот город. После этого с кораблей был высажен десант под командованием капитана Латуша Борегара. Солдаты должны были подняться на 16 лодках вверх по реке Лукос с тем, чтобы сжечь пиратские суда, находившиеся у Лараша. Отряд попал в засаду, семь лодок с французами были захвачены марокканцами, девяти удалось прорваться к эскадре. В результате этого сражения погибли 200 французских моряков, 48 были захвачены в плен и обращены в рабов. Французской эскадре не удалось освободить своих товарищей. Все пленные были отправлены на возведение новых кварталов города Эс-Сувейра, ставших резиденцией марокканского султана Мухаммеда III бен Абдаллаха.

## Итоги
Несмотря на свою неудачу, Ларашская экспедиция продемонстрировала решимость французского правительства бороться с морским разбоем в Средиземноморье и подвигла Марокко на переговоры. В 1767 году между Францией и Марокко было заключено политическое соглашение о дружбе и торговле, и все пленники Ларашской экспедиции вернулись на родину.
В 1775 году в Амстердаме вышла книга воспоминаний некоего Биде де Морвиля о Ларашской экспедиции и марокканском плену, в котором он провёл 2 года «Сообщение о Ларашском деле» (Relation de l’affaire de Larache).